# دراج شلی
دراج شلی (نام علمی: Francolinus shelleyi) نام یک گونه از سرده دراج‌های آفریقایی است.